# Districte d'Ağsu
Ağsu (àzeri: Ağsu), és un districte de l'Azerbaidjan amb el centre administratiu a la ciutat d'Ağsu.

## Geografia
El districte té una superfície de 1.020 km². El paisatge al nord de país pertany a la riba sud del Gran Caucas, es localitzen les muntanyes Niaylgad, Gingar i Lenkebiz i Agsu Passada. Al sud s'uneix a l'estepa de Xhirvan. Grans rius del districte són Agsu i Ayramchay.

## Economia
La regió està dominada per l'agricultura. La producció de cotó, cereals i el vi són els seus productes principals, igual que el bestiar. Hi ha una indústria de processament d'aliments, com les indústries làcties i els cellers, així com les granges de serps. A més, forma part de la Ruta de Seda.

## Llocs d'interès
A la regió es troba l'antiga i famosa torre ZIG-galasi. També està a prop del poble de Bazavand, on es troben les ruïnes de la ciutat de Nova Shemakha que data del segle xviii. A sud-oest de la capital, es troba la tomba d'Ag Gumbaz.

## Territori i Població
Té una superfície de 1.020 km² amb una població de 69.400 persones i una densitat poblacional de 64 habitants per quilòmetre quadrat.